# Obwinianie ofiary
Obwinianie ofiary – jeden ze sposobów łagodzenia dysonansu poznawczego. Gdy zrobimy komuś krzywdę, przezywamy nieprzyjemny stan wewnętrzny, bowiem pojawiają się wątpliwości co do naszej moralności. "Zrobilem komuś krzywdę. To znaczy, że jestem zły". Dla osób o prawidłowej samoocenie jest to przykre stwierdzenie, bowiem wchodzi w konflikt (dysonans poznawczy) z przekonaniem o własnej moralności i dobroci. Dysonans jest nieprzyjemny i motywuje nas do działania, którego celem jest jego złagodzenie.
Jednym ze sposobów złagodzenia dysonansu jest obwinianie ofiary - "Owszem zrobiłem jej coś przykrego, bo na to zasłużyła".
Tak tłumaczyć można depersonalizację wroga, przekonanie, że żebracy sami są sobie winni swojej biedy, że nasza surowość wobec dziecka jest usprawiedliwiona itp. 
Osoby o w miarę pozytywnej samoocenie zawsze odczuwają skłonność do obwiniania swoich ofiar za wyrządzone im krzywdy.